# Petra Groenland
Petra Groenland (Sneek, 18 februari 1972) is een Nederlands voormalig volleybalspeelster en huidig -coach.
Groenland nam deel aan het Europees kampioenschap volleybal dat Nederland in 1995 won. Op de FIVB Volleyball World Cup werd ze met Nederland eind 1995 zevende. Op clubniveau begon ze bij Olympus Sneek en brak door bij Drachten. Met AMVJ werd ze in 1995 landskampioen en won ze de beker. In 1997 moest Groenland vanwege een dubbele hernia stoppen met volleybal.
Hierna werd ze trainer. Eerst als assistent en vanaf 2002 als hoofdtrainer bij AMVJ tot de fusie met Martinus tot TVC Amstelveen in 2009. In 2010 was ze hoofdtrainer bij SV Abcoude. Van december 2010 tot februari 2018 was Groenland trainer bij VC Sneek. Met de club won ze twee landstitels, twee bekers en de supercup.
Erna Brinkman · Marjolein de Jong · Jolanda Elshof · Riëtte Fledderus · Jerine Fleurke · Petra Groenland · Marrit Leenstra · Elles Leferink · Irena Machovcak · Ingrid Visser · Henriëtte Weersing · Bert Goedkoop (coach)